# Славянский (Кабардино-Балкария)
Сла́вянский — хутор в Майском районе Кабардино-Балкарской Республики. Входит в состав муниципального образования «Сельское поселение Ново-Ивановское».

## География
Хутор расположен в западной части Майского района, в междуречье рек Урвань и его правого притока Белая Речка. Находится в 7 км к юго-западу от сельского центра — села Ново-Ивановское, в 16 км к западу от районного центра — Майский и в 33 км к северо-востоку от города Нальчик.
Граничит с землями населённых пунктов: Чёрная Речка на западе и Колдрасинский на востоке.
Населённый пункт расположен на наклонной Кабардинской равнине, в равнинной зоне республики. Средние высоты на территории села составляют 254 метров над уровнем моря. Рельеф местности представляют собой в основном наклонную равнину. Пойма реки Урвань слегка приподнята.
Гидрографическая сеть представлена рекой Урвань и его правым притоком Белая Речка. Имеются также пруды и родниковые источники. Местность богата водными ресурсами, благодаря близкому залеганию грунтовых вод к поверхности земли.
Климат умеренный влажный. Лето жаркое и засушливое. Абсолютный максимум достигает +40°С. Зима мягкая. Длится около трех месяцев. Морозы непродолжительные, минимальные температуры редко отпускаются ниже −18°С. Среднегодовое количество осадков составляет около 660 мм. Основное количество осадков выпадает в период с апреля по июнь.

## История
В 1924 году группа крестьян из Нальчика, в количестве 37 семей переселилась на новый частно-владельческий участок на месте бывшего хутора Колубейко. Основанный ими населённый пункт был назван хутором — Славянский.
В том же году новообразованный хутор был административно включён в состав сельсовета села Ново-Ивановское.

## Население
| 2002 | 2010 | 2021 |
| ---- | ---- | ---- |
| 52   | ↗61  | ↘51  |

Национальный состав
По данным Всероссийской переписи населения 2010 года:
| Народ   | Численность, чел. | Доля от всего населения, % |
| ------- | ----------------- | -------------------------- |
| русские | 45                | 73,8 %                     |
| турки   | 16                | 26,2 %                     |
| всего   | 61                | 100 %                      |

По данным Всероссийской переписи населения 2021 года:
| Народ   | Численность, чел. | Доля от всего населения, % |
| ------- | ----------------- | -------------------------- |
| турки   | 31                | 60,78 %                    |
| русские | 20                | 39,22 %                    |
| всего   | 51                | 100,0 %                    |

Поло-возрастной состав
По данным Всероссийской переписи населения 2010 года:
| Возраст     | Мужчины, чел. | Женщины, чел. | Общая численность, чел. | Доля от всего населения, % |
| ----------- | ------------- | ------------- | ----------------------- | -------------------------- |
| 0 — 14 лет  | 6             | 5             | 11                      | 18,0 %                     |
| 15 — 59 лет | 15            | 17            | 32                      | 52,5 %                     |
| от 60 лет   | 8             | 10            | 18                      | 29,5 %                     |
| Всего       | 29            | 32            | 61                      | 100,0 %                    |

Мужчины — 29 чел. (47,5 %). Женщины — 32 чел. (52,5 %).
Средний возраст населения — 37,6 лет. Медианный возраст населения — 32,5 лет.
Средний возраст мужчин — 37,0 лет. Медианный возраст мужчин — 32,0 лет.
Средний возраст женщин — 38,3 лет. Медианный возраст женщин — 33,0 лет.

## Инфраструктура
Основные объекты социальной инфраструктуры расположены в сельском центре — Ново-Ивановское.

## Улицы
| Зелёная |

| Солнечная |

## Примечание
1. ↑  Карта РККА юга России • 2 км
2. 1 2  Итоги Всероссийской переписи населения 2020 года (по состоянию на 1 октября 2021 года)
3. ↑  Историческая справка. Официальный сайт местной администрации Майского муниципального района КБР. www.mayadmin-kbr.ru. Дата обращения: 4 марта 2019. Архивировано 6 марта 2019 года.
4. ↑  Численность населения Кабардино-Балкарской Республики по сельским населённым пунктам по итогам ВПН-2002
5. ↑  Численность населения КБР в разрезе населённых пунктов по итогам Всероссийской переписи населения 2010 года
6. ↑  База микроданных Всероссийских переписей населения 2010 года. Дата обращения: 17 ноября 2015. Архивировано из оригинала 9 июня 2014 года.
7. ↑  Итоги Всероссийской переписи населения 2020 года. Том 5. Национальный состав и владение языками. Таблица 1. Национальный состав населения Кабардино-Балкарской Республики, городских округов и муниципальных районов. Дата обращения: 9 октября 2023. Архивировано 16 октября 2023 года.
8. ↑  База микроданных Всероссийской переписи населения 2010 года. Дата обращения: 17 ноября 2015. Архивировано из оригинала 9 июня 2014 года.
9. ↑  Численность населения КБР по итогам Всероссийской переписи населения 2010 года. Дата обращения: 26 августа 2016. Архивировано из оригинала 24 июня 2016 года.